# 糙鸟蛤亚科
糙鸟蛤亚科（學名：Trachycardiinae），又名卵鳥尾蛤亞科，是鳥蛤目鸟尾蛤科之下的一個亞科。

## 型態描述
貝殼多呈卵形，放射肋粗而強壯，並緊密排列，放射溝較窄，殼質堅厚。

## 分類
根據WoRMS，本亞科之下有五個屬：
- Acrosterigma Dall, 1900
- Dallocardia Stewart, 1930
- Papyridea Swainson, 1840
- 糙鸟蛤属  Mörch, 1853[5]：分佈於南北美洲，
- Vasticardium Iredale, 1927：分佈於印度太平洋[6]

Regozara Iredale, 1936分佈於西太平洋，但被WoRMS認為只是Vasticardium Iredale, 1927的同種異名。